# 客子厝
客子厝，原寫為客仔厝，是台灣雲林縣元長鄉的一個傳統地域名稱，位於該鄉南部。相較於今日行政區，其範圍大致包括客厝村、卓運村。

## 歷史
台灣清治末期至日治初期，客子厝地區為一（舊制）街庄，稱為「客仔厝庄」，隸屬於白沙墩堡。該庄輪廓略呈「L」字形，豎半葉的北邊與糞箕湖庄為鄰，豎半葉的東邊及橫半葉的北邊與鹿藔庄為鄰，橫半葉的東邊及南邊為內藔庄，南邊西側為下藔庄，西邊為頂藔庄。
1901年（日治明治三十四年）11月，全台廢縣廳改設二十廳，該庄隸屬於斗六廳。1903年（明治三十六年）6月，該庄編入「元長區」，隸屬於斗六廳。1909年（明治四十二年）10月，合併二十廳為十二廳，元長區改隸屬於嘉義廳。1920年（大正九年），全台地方制度大改正，廢十二廳改設五州二廳，該庄改制並雅化為「客子厝」大字，隸屬於臺南州北港郡（舊制）元長庄。
戰後元長庄改制為元長鄉，隸屬於臺南縣，大字亦改制為村。1950年10月，雲、嘉、南分治，元長鄉改隸屬雲林縣。

## 聚落
本地區發展較早的聚落為卓運厝、客仔厝、四股藔等，在日治期初期的官方地圖上已有記載。

## 交通
縣道145號是彰化縣埤頭鄉至嘉義縣六腳鄉港尾寮的道路，大致以東北—西南走向轉北向南蜿蜒經過本地區北、中部及南部西側邊界。由該道路向東北可前往土庫鎮、虎尾鎮、西螺鎮、埤頭鄉等地，向南可前往北港鎮、六腳鄉的港尾寮並止於省道台19線路口。
鄉道雲86線是卓運至大東的道路，其西側端點（起點）位於本地區卓運厝（卓運）聚落西北郊的縣道145號路口。由此向東北東轉東蜿蜒而行，出境後可前往鹿寮、舊庄北端、田子林西部的田尾聚落與頂田尾聚落、埔羗崙、大東並止於鄉道雲85線路口。
鄉道雲170線是龍岩至瓦磘（瓦磘寮）的道路，大致以西向東轉西南西—東北東走向再轉西南—東北走向再轉東北—西南走向經過本地區北部，且經過縣道145號路口、卓運厝聚落。由該道路向西可前往頂寮中部的潭墘聚落與中坑子聚落、頂寮與龍岩厝交界地帶、龍岩厝並止於省道台19線路口（龍岩厝聚落西郊）；向東南可前往鹿寮地區的瓦磘寮（瓦磘）聚落並止於聚落東南側的縣道145甲線轉角路口。
鄉道雲172線是元長至新吉的道路，大致以西北微北—東南微南走向到達本地區西部邊界中央偏南處的縣道145號路口，轉東北東入境後蜿蜒穿越客子厝聚落並轉東微北，過高鐵高架橋下、客子厝大排橋梁後轉東南東，至四股寮聚落轉南再轉南南西以至出境。由該道路向西北微北可前往頂寮地區的中坑子聚落、元長市區並止於省道台19線路口；向南南西可前往內寮地區好收寮聚落與新吉庄（新吉）聚落並止於縣道145甲線路口。

## 學校
- 客厝國小（在西鄰頂寮境內）